# Barthélemy Rocalli
Barthélemy Rocalli (ou Raccoli) fut général de l’ordre des Carmes, puis évêque de Marseille (1433-1445).

## Biographie
Barthélemy Rocalli, d’origine toulousaine, fut fait général de l’ordre des Carmes en 1430. Le 2 septembre 1433 le pape Eugène IV le fit évêque de Marseille à la mort d’André Boutaric. De leur côté les chanoines de Marseille avait désigné Louis de Glandevès, évêque de Vence. Celui-ci alla demander confirmation de sa nomination au concile de Bâle alors en conflit avec Rome. Glandevès, soutenu par la municipalité de Marseille et le gouvernement du Comté occupait le siège tandis que Barthélemy Rocalli, réfugié à Avignon, avait l’appui du peuple. Lorsque Glandevès partit pour le concile, des émeutes se produisirent en faveur de l’évêque désigné par le pape et des partisans allèrent le chercher à Avignon. Il fut installé sans opposition dans sa cathédrale de la Major et le calme revint.
Il mourut dans le courant du mois de mai 1445.